# Dům Raphael
Dům Raphael stojí v centru lázeňské části Karlových Varů v městské památkové zóně v Lázeňské ulici č. 23/7. Byl postaven v letech 1888–1890 ve stylu holandské novorenesance.

## Historie
Dům nechal v letech 1888–1890 vystavět karlovarský notář Heinrich Zloch. Projekt byl vypracován ve vídeňském ateliéru Fellner a Helmer.
V roce 1920 byl dům propojen s domem König von Preusen (Pruský král), který stával na sousední parcele dnešního domu Galex. Na exteriéru se propojení neprojevilo. Plány na tuto úpravu vyhotovil stavitel Alois Sichert.

## Ze současnosti
V roce 2014 byl dům v Programu regenerace Městské památkové zóny Karlovy Vary 2014–2024 v části II. (tabulková část 4) zařazen do seznamu navrhovaných objektů k zápisu do Ústředního seznamu nemovitých kulturních památek na území MPZ Karlovy Vary.
V současnosti (květen 2021) je dům evidován jako objekt k bydlení v majetku společnosti Royal Residence, s. r. o.

## Popis
Řadový čtyřpodlažní dům s obytným podkrovím se nachází v Lázeňské ulici č. 23/7. 
Jedná se o úzký objekt na hloubkově orientované parcele postavený ve stylu holandské novorenesance. Průčelí je čtyřosé s režným cihlovým zdivem a trojetážovým volutovým štítem. Raritou interiéru je vřetenové schodiště vedoucí z vestibulu do vyšších pater, které bylo v Karlových Varech v době výstavby jedinečné.

## Název „Raphael“
Název domu odkazoval na výmalbu stropu vstupního vestibulu, kde v jeho centrální části je malovaný medailon italského malíře z období vrcholné renesance Raffaela Santi.